# Cerro Zacatenco
El cerro Zacatenco o Cerro Santa Isabel es un cerro que se encuentra en la alcaldía Gustavo A. Madero de la Ciudad de México y en el municipio de Tlalnepantla de Baz en el Estado de México.

## Geografía
Forma parte de la Sierra de Guadalupe. Tiene una altitud de 2550 msnsm. En el caso de la flora, el cerro tiene entre otras especies, Cynodon dactylon, Hordeum jubatum y Distichlis spicata. Se tienen registros desde los años 50 de reforestación con árboles como pirul. La continuación de este cerro es el Cerro del Guerrero, están separados por la autopista federal México Pachuca ya que fue destruido un pedazo de cerro para dar paso a la autopista.
Tiene una precipitación anual de 651.8 mm.

## Historia
En las faldas de este cerro se han encontrado indicios de algunas de las primeras aldeas humanas del Valle de México  que datan del periodo Preclásico mesoamericano temprano, con entierros que fueron fechados en 2500 a. C. Dicha aldea habría sido ocupada por 5 a 6 mil personas.
En las faldas del cerro durante el periodo Posclásico, se formó el asentamiento de Tollan, en el siglo XIII. Dicha población se convertiría en la época colonial en Santa Isabel Tola, hoy una colonia de la Ciudad de México. 
Las primeras excavaciones en las faldas del cerro fueron hechas en 1935 por un equipo encabezado por George Vaillant. En los años sesenta, William T. Sanders, Jeffrey R. Parsons y Robert S. Santle realizaron excavaciones en el sitio. En los años 50 existían diversos cultivos como el del maíz. Con la actividad y la ocupación humana comenzó la deforestación y la pérdida de superficie natural. 
En la época actual la cima del cerro se utiliza para la colocación de antenas de telecomunicación. En sus faldas se encuentran asentamientos humanos muy poblados como San Juan Ixhuatepec. El cerro sufre depredación ecológica.

## Colonias

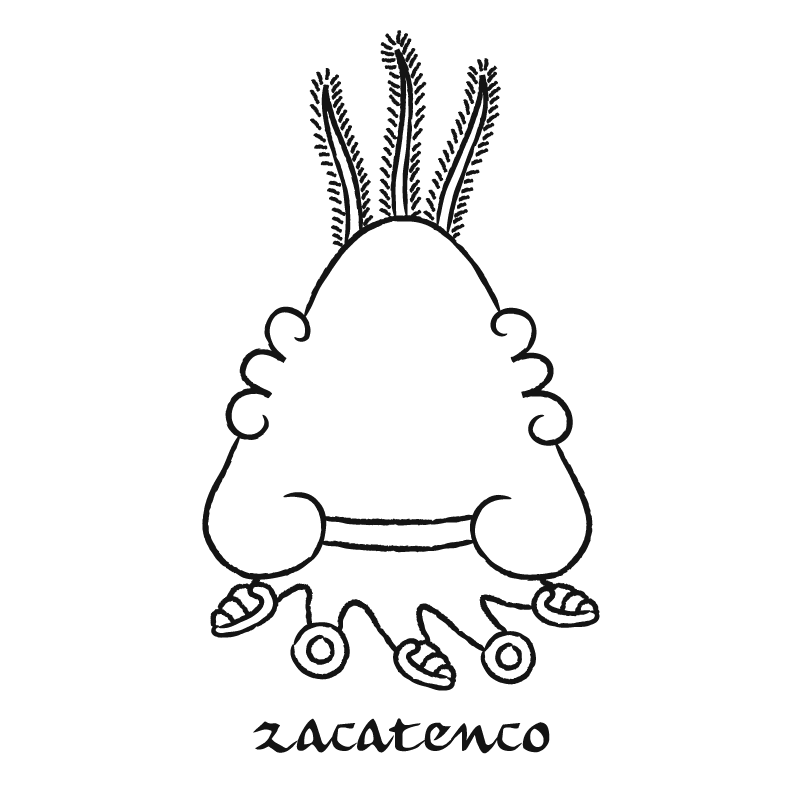
Zacatenco - "en la orilla de la paja"

Sobre el cerro se encuentran asentamientos humanos, aunque políticamente unos pertenecen al Estado de México y otros a la Ciudad de México

### En la Ciudad de México
Las colonias sobre el cerro en el Distrito Federal (delegación Gustavo A. Madero) son:
- San Pedro Zacatenco

Se encuentra al oeste del cerro 
- San Rafael Ticoman

Se ubica al suroeste del cerro

### En el estado de México
Las colonias sobre el cerro en el estado de México (municipio de Tlalnepantla) son:
- La soledad

Se localiza al norte del cerro y hacia el centro
- San Juan Ixhuatepec

Se encuentra al norte del cerro sobre las faldas que limitan con la avenida Río de los Remedios 
- Constituyentes de 1857

Se ubica al noreste del cerro
- Lomas de San Juan Ixhuatepec

Se encuentra al este, parte noroeste, parte norte y también en la parte del centro del cerro